# Mary Moser

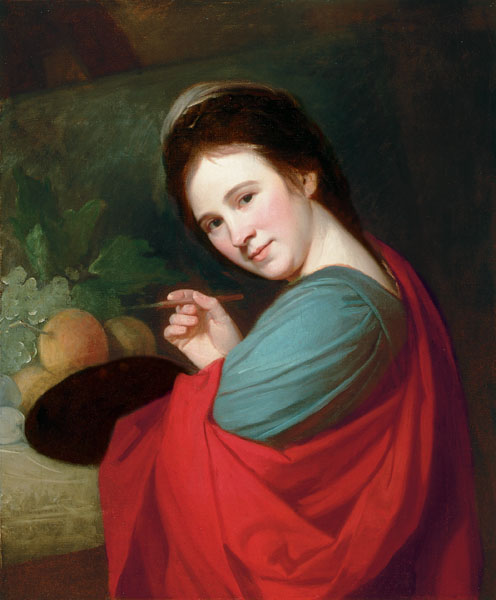
Mary Moser im Porträt von George Romney, um 1770

Mary Moser RA, verheiratete Mary Lloyd (* 27. Oktober 1744 in London; † 2. Mai 1819 ebenda) war eine britische Malerin des Klassizismus und neben Angelika Kauffmann die einzige Frau in der Kunst, die Gründungsmitglied der Royal Academy of Arts war. Sie ist durch Porträt- und Blumenmalerei bekannt geworden.

## Biografie
Mary Moser war die Tochter des Schweizer Künstlers George Michael Moser (1706–1783), der 1729 nach London übergesiedelt war. Sie war künstlerisch begabt, gewann bereits im Alter von 14 Jahren einen Medaillenpreis für ein Blumengemälde und konnte dann mehrfach in der Society of Artists of Great Britain ausstellen. Ein Jahrzehnt später, in der Suche nach beruflicher Anerkennung, nahm sie mit Angelika Kauffmann und ihrem Vater an der Gründung der Royal Academy of Arts teil. Insbesondere hatte sie eine Förderin in Königin Charlotte gefunden. Diese hatte sie in den 1790er Jahren mit der Ausgestaltung mit floraler Malerei in dem Anwesen Frogmore im Schloss Windsor beauftragt.

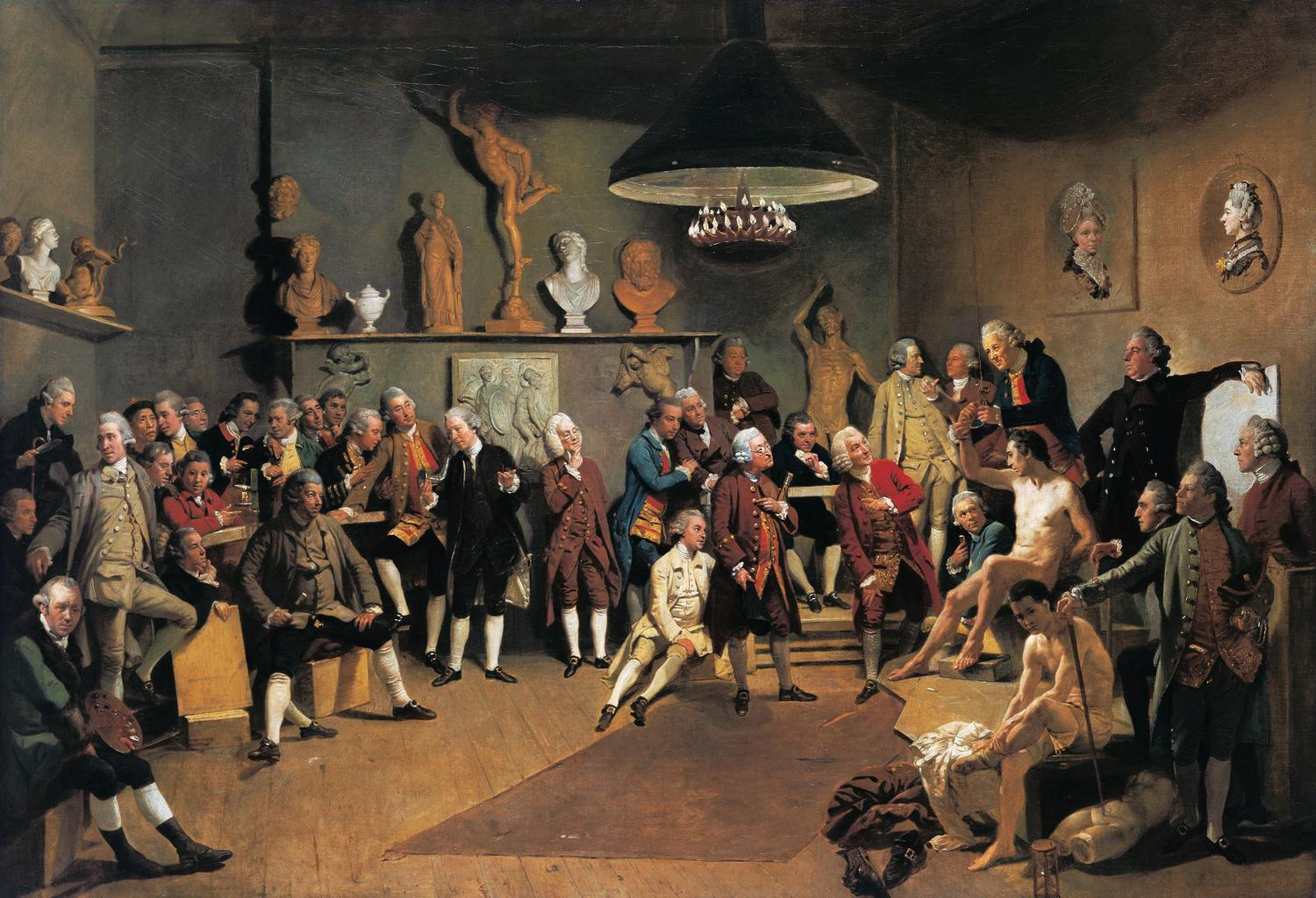
Gruppenbild The Portraits of the Academicians von Johann Zoffany

In einem Gruppenporträt von Johann Zoffany, The Portraits of the Academicians, werden die Mitglieder um ein nacktes männliches Modell gesammelt gezeigt, während Frauen von der Ausbildung an diesen Modellen ausgeschlossen waren, um ihre moralische Unbescholtenheit zu schützen. Damit Moser und Kauffmann als Gründungsmitglieder im Bild aufgenommen werden konnten, fügte Zoffanys sie findig als Porträts Bild im Bild an der Wand hängend in das Gruppenbild ein.
Der Maler George Romney porträtierte sie um 1770, während sie an einem Stillleben malte. Das Bild wurde 2003 von der National Portrait Gallery in London erworben.
Am 26. Oktober 1793 heiratete sie den Captain Hugh Lloyd, Chelsea, und zog sich aus dem akademischen Künstlerleben zurück. Sie wurde auf dem Friedhof in Kensington beerdigt.

## Werke (Auswahl)

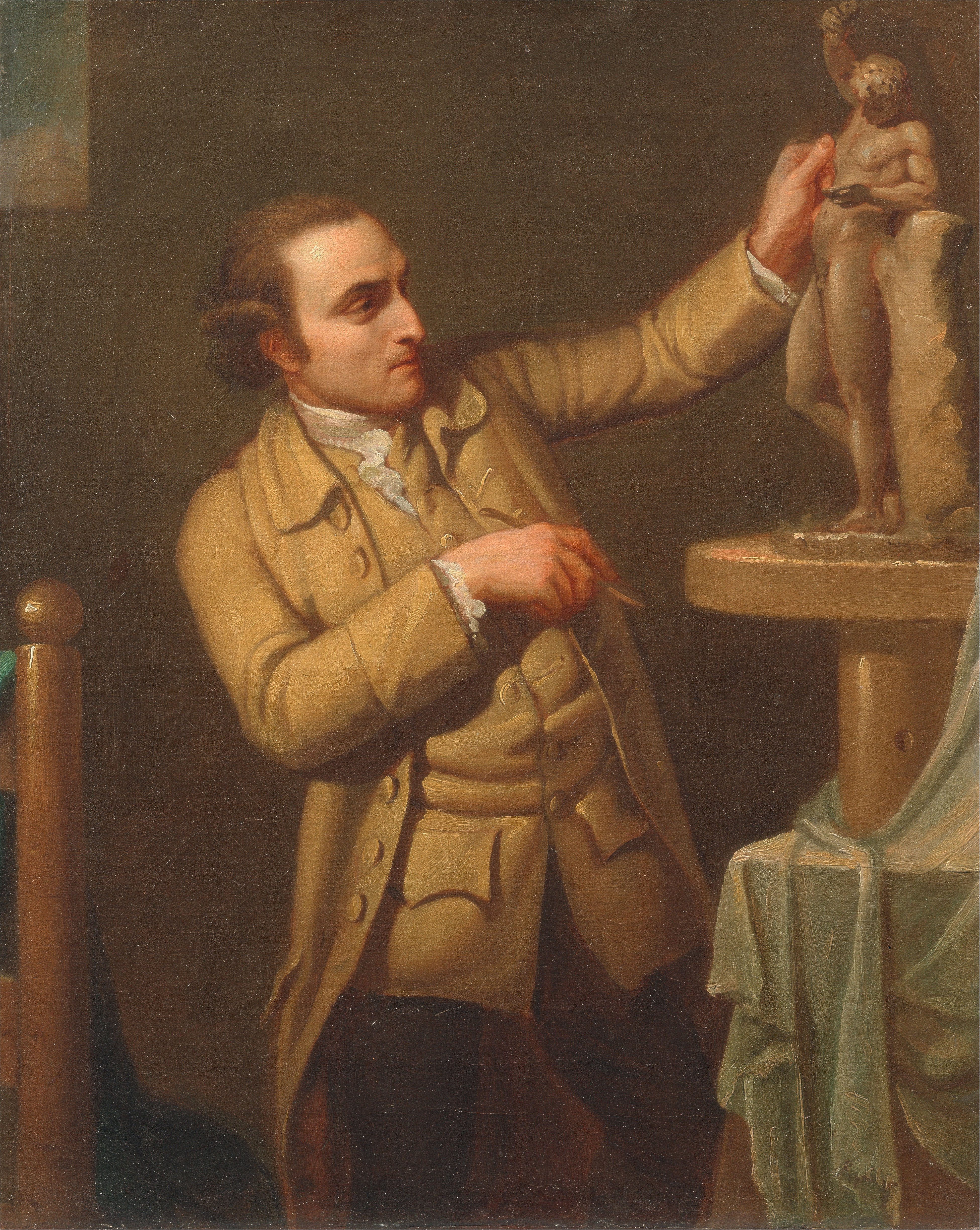
Porträt des Bildhauers Joseph Nollekens (1737–1823), zwischen 1770 und 1771, Yale Center for British Art Öl auf Leinwand, 63,5 ×  48,3 cm.
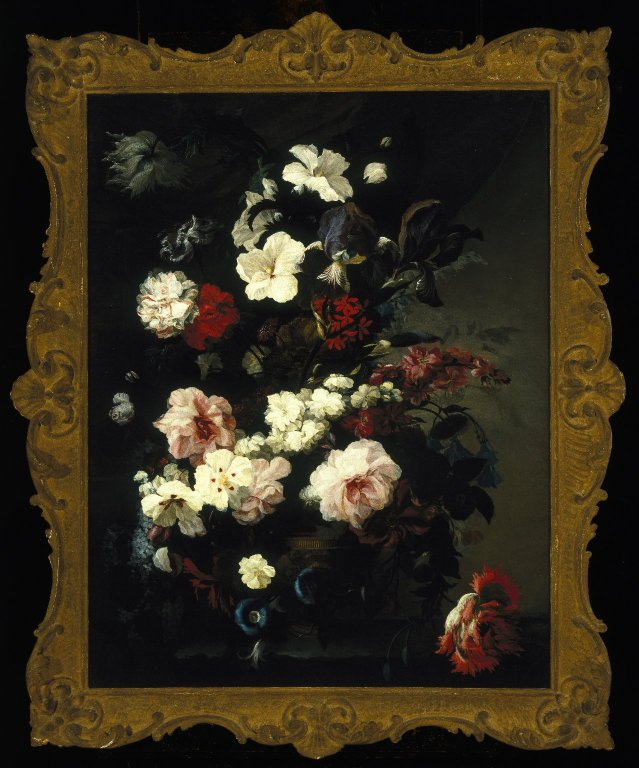
Blumenstillleben, etwa 1780, Brooklyn Museum Öl auf Leinwand, 86,4 × 66,7 cm.